# Lisica (Wyżyna Częstochowska)

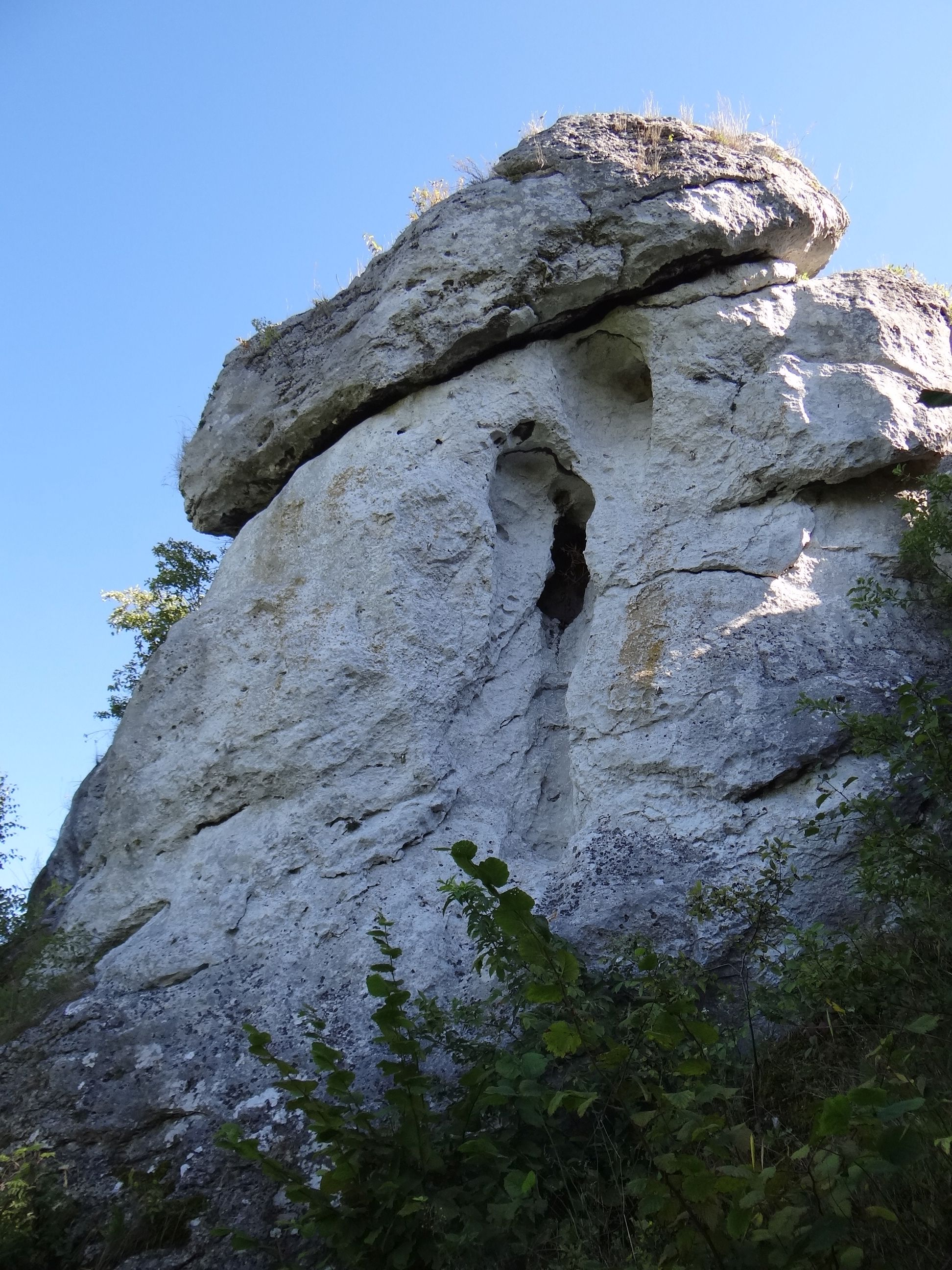

Lisica – skała w miejscowości Kusięta w województwie śląskim, w powiecie częstochowskim, w gminie Olsztyn. Znajduje się na Wyżynie Mirowsko-Olsztyńskiej będącej częścią Jury Krakowsko-Częstochowskiej.
Lisica wznosi się na porośniętym lasem wzgórzu o tej samej nazwie w pobliżu skrzyżowania dróg w Kusiętach, w niewielkiej odległości nad domami po zachodniej stronie drogi z Olsztyna do Częstochowy. Jest to zbudowana z twardych wapieni skalistych skała o wysokości 10 m.

## Drogi wspinaczkowe
W 2008 r. na Lisicy poprowadzono 3 drogi wspinaczkowe o trudności od V+ do VI.1+ w skali krakowskiej. Wszystkie mają zamontowane stałe punkty asekuracyjne: ringi (r) i stanowiska zjazdowe (st). Jest też jeden projekt. Skała znajduje się na terenie zacienionym (las), wśród wspinaczy  cieszy się niewielką popularnością. Najłatwiejsze dojście do niej prowadzi mało widoczną trawiastą drogą będącą pierwszą drogą za skrzyżowaniem w stronę Częstochowy.
1. Rzymski Oktawiusz; V+, 3r + st
2. Profesor Many; VI+, 4r + st
3. Gracja hipopotama; VI.1+, 3r + st
4. Projekt[4].